# 2014 في الجزائر
فيما يلي قوائم الأحداث التي وقعت خلال عام 2014 في الجزائر.

## أحداث
- 1 يناير – الانتخابات الرئاسية الجزائرية 2014
- 11 فبراير – حادث طائرة القوات الجوية الجزائرية 2014

## سياسة

### تعيين في المنصب
- 29 أبريل – عبد المالك سلال الوزير الأول الجزائري.

### انتهاء فترة المنصب
- 13 مارس – عبد المالك سلال الوزير الأول الجزائري.

## كتب
من الكتب التي صدرت هذه السنة في الجزائر:
- 1 يناير – أصابع لوليتا من تأليف واسيني الأعرج.

## وفيات

### يناير
- 5 يناير – امحمد بن قطاف (مواليد 1938)
- 5 يناير – مصطفى زيتوني (مواليد 1928)

### مارس
- 10 مارس – جيورجيس لاميا (مواليد 1933) لاعب كرة قدم فرنسي.

### مايو
- 16 مايو – بن عودة بوجلال (مواليد 1953)

### يونيو
- 1 يونيو – نورة (مواليد 1942) مغنية جزائرية.
- 12 يونيو – نبيل حيماني (مواليد 1979) لاعب كرة قدم جزائري.

### سبتمبر
- 5 سبتمبر – علي دودو (مواليد 1927) لاعب كرة قدم جزائري.

### أكتوبر
- 24 أكتوبر – زبير بوعجاج (مواليد 1925)

### ديسمبر
- 29 ديسمبر – عبد اللطيف رحال (مواليد 1922)